# Shame (film, 2011)
Pour les articles homonymes, voir Shame.
Pour plus de détails, voir Fiche technique et Distribution.
Shame (ou La Honte au Québec) est un film britannique de Steve McQueen sorti le 2 décembre 2011.
Brandon (Michael Fassbender) est un trentenaire new-yorkais travaillant beaucoup, qui ne conçoit pas la vie de couple. Son quotidien est dévoré par une obsession : le sexe. Quand sa sœur Sissy (Carey Mulligan), chanteuse un peu perdue, arrive sans prévenir à New York et s'installe dans son appartement, Brandon a de plus en plus de mal à conserver son mode de vie et à l'assumer.

## Synopsis
Brandon, séduisant trentenaire, est un célibataire qui travaille beaucoup. Mais sa vie ne se résume pas qu'à la routine quotidienne, elle est aussi envahie par une obsession pour le sexe. Il est sans cesse en besoin de sexe, au-delà du plaisir, car c'est pour lui quelque chose d'irrépressible.
Ainsi, Brandon cumule les relations d'un soir, fait appel à des prostituées, se masturbe sous la douche comme au travail, s'abreuve de films X dès qu'il peut. Son comportement n'est pourtant pas excentrique ou extraverti, contrairement à son supérieur et ami David, ouvertement dragueur et lourd, et ayant pourtant une vie de famille.
Un soir, après une soirée entre collègues où il séduit une femme, il retrouve dans son appartement par surprise sa sœur Sissy, une chanteuse excentrique et fragile. Celle-ci est en pleine crise de couple et s'invite le temps de donner quelques concerts. Or, Sissy ne semble ni pudique ni timide…
Venu l'écouter lors de son premier concert avec David, celui-ci réussit à la séduire, ce qui contrarie Brandon. Lorsqu'ils reviennent à l'appartement tous ensemble, Sissy et David font l'amour dans la chambre de Brandon. Hautement dérangé par cette promiscuité, il préfère sortir courir pour se changer les idées.
Le lendemain, au travail, David met son collègue très mal à l'aise en lui annonçant que les techniciens de leur entreprise ont trouvé sur son disque dur énormément de contenus pornographiques. Brandon nie toute connaissance de ces fichiers ; David, crédule, met cela sur le compte d'un piratage de compte informatique.
Peu de temps après, Marianne, une collègue qui l'attire beaucoup depuis un moment, accepte de dîner avec lui. Au cours de ce dîner, il annoncera d'ailleurs son aversion pour la vie de couple, son cynisme même vis-à-vis des relations alors que Marianne, récemment divorcée, lui donnera son point de vue sur l'engagement. Ce rendez-vous se terminera très courtoisement, sans même un baiser. 
Un peu plus tard, Brandon se sent honteux lorsque Sissy le surprend dans la salle de bain en train de se masturber et en devient violent. Lorsque Sissy est alpaguée par une femme à moitié nue sur un site de webcam pornographique de l'autre côté de l'écran de Brandon, elle décide de partir. C'est un terrible choc pour Brandon, qui se débarrasse alors de tous les objets et magazines pornographiques dont regorge son appartement, ainsi que de son ordinateur. La honte de son addiction l'envahit. 
Le lendemain, au bureau, Brandon entraîne Marianne dans un coin et l'embrasse, puis l'emmène dans un hôtel où ils commencent à faire l'amour. Devant sa douceur, Brandon s'interrompt et se replie sur lui-même, préférant que Marianne le laisse seul. Brandon estime ne pas avoir « assuré », cette fois, ce qui le contrarie beaucoup. Alors, juste après, il s'ébat contre sa baie vitrée, aux yeux de tous, avec une autre femme. Pourtant, quelque chose a changé en Brandon, il paraît très pensif et très sombre.        
Lorsque Sissy rentre, Brandon lui fait une leçon de morale vis-à-vis de David et demande à sa sœur de partir vivre ailleurs. Une dispute s'engage. Brandon devient cruel et Sissy est très peinée, ne comprenant pas son frère qui la traite de « poids » et de « fardeau ». Sorti prendre l'air en espérant que Sissy sera partie à son retour, Brandon s'arrête dans un bar, où il rencontre une jeune femme. Il se montre très direct, très cru, mais la jeune femme n'est pas seule, et à la sortie du bar Brandon se fait passer à tabac par le petit copain de celle-ci.            
Brandon erre ensuite dans les rues et entre dans une boîte homosexuelle où, dans une alcôve libertine, il s'abandonne à une fellation de la part d'un homme. Toujours dans le tourbillon de son addiction, il rejoint une femme dans un appartement et couche avec elle, avant qu'une seconde femme ne se joigne à eux. Pendant ce temps-là, sa sœur lui laisse un message larmoyant sur son répondeur.                
Alors que Brandon rentre chez lui en métro, la rame est arrêtée pour enquête de police. Il aperçoit le dispositif policier à l'avant du métro et une ambulance à la sortie, et pense à un suicide sur la voie. Pris d'un doute (au début du film, Sissy se place très près du bord du quai), il essaie de joindre Sissy sur son téléphone, sans succès.                
Brandon rentre chez lui alors en courant, et découvre sa sœur inanimée dans sa salle de bain, couverte de sang après s'être ouvert les veines. Sissy est sauvée à temps et, à l'hôpital, Brandon s'aperçoit que son bras est couvert de scarifications plus anciennes.                
Le frère et la sœur nous font comprendre qu'ils partagent une enfance traumatisante, qui explique leurs problèmes d'adultes, sans toutefois en dévoiler les détails. Brandon ressort effondré de cette histoire, mais sa vie continue, même s'il n'est pas simple d'échapper à ses démons…

## Fiche technique
- Titre original et français : Shame
- Titre québécois : La Honte
- Réalisation : Steve McQueen
- Scénario : Abi Morgan, Steve McQueen
- Direction artistique : Judy Becker (en)
- Photographie : Sean Bobbitt
- Montage : Joe Walker
- Musique : Harry Escott
- Production : Iain Canning
Emile Sherman : producteurs
- Société(s) de production : Film4, See-Saw Films : sociétés de production
- Société(s) de distribution :   Momentum Pictures (en) /  Transmission Films (en)
- Pays d'origine :  Royaume-Uni/ Australie
- Langue : anglais
- Format : Couleur - 35 mm - 2.39:1 - Stéréo
- Genre : Drame
- Durée : 99 minutes
- Dates de sortie :
  -  Italie : 4 septembre 2011 (Mostra de Venise)
  -  États-Unis/ Canada : 2 décembre 2011
  -  France : 7 décembre 2011
  -  Belgique : 11 janvier 2012
  -  Royaume-Uni : 13 janvier 2012
  -  Australie : 9 février 2012

- Film interdit aux moins de 12 ans lors de sa sortie en salles en France, puis réévalué en déconseillé aux moins de 16 ans lors de sa diffusion télévisée[1].
- Film classé 16 ans et plus au Québec et NC-17 (17 et plus) aux États-Unis.

## Distribution
- Michael Fassbender (VF : Christian Gonon) : Brandon
- Carey Mulligan (VF : Élisabeth Ventura) : Sissy
- James Badge Dale (VF : Axel Kiener) : David
- Lucy Walters : la femme dans le métro
- Nicole Beharie (VF : Emmanuelle Rivière) : Marianne
- Hannah Ware : Samantha
- Elizabeth Masucci (VF : Ludmila Ruoso) : Elizabeth
- Amy Hargreaves : la maîtresse de Brandon à l’hôtel
- Robert Montano : le serveur
- Calamity Chang : la brune du trio
- Deedee Luxe : la blonde du trio

## Musique
On retrouve, en plus de la musique originale composée par Harry Escott, de nombreux morceaux dans le film. Bach interprété par Glenn Gould revient plusieurs fois, dans des moments importants du film.
- L'Aria et la Variation 15 (Canone alla Quinta in moto contrario a 1 clav) des Variations Goldberg de J. S. Bach par Glenn Gould
- Genius of Love (en), Tom Tom Club
- Rapture, Blondie
- My Favorite Things par John Coltrane
- New York, New York par l’actrice du film Carey Mulligan (lors du concert de Sissy)
- I Want Your Love, Chic
- Let's Get Lost, Chet Baker
- Variatio 15 a 1 Clav. Canone alla quinta de J.S. Bach par Glenn Gould
- Le prélude no 10 en mi mineur BWV 855 du Premier livre du Clavier bien tempéré de J. S. Bach par Glenn Gould
- Bounce par Calvin Harris
- You Can't Be Beat, Howlin' Wolf
- The Problem, Mark Louque
- Le prélude no 16 en sol mineur BWV 885 du Second livre du Clavier bien tempéré de J. S. Bach par Glenn Gould

## Distinctions

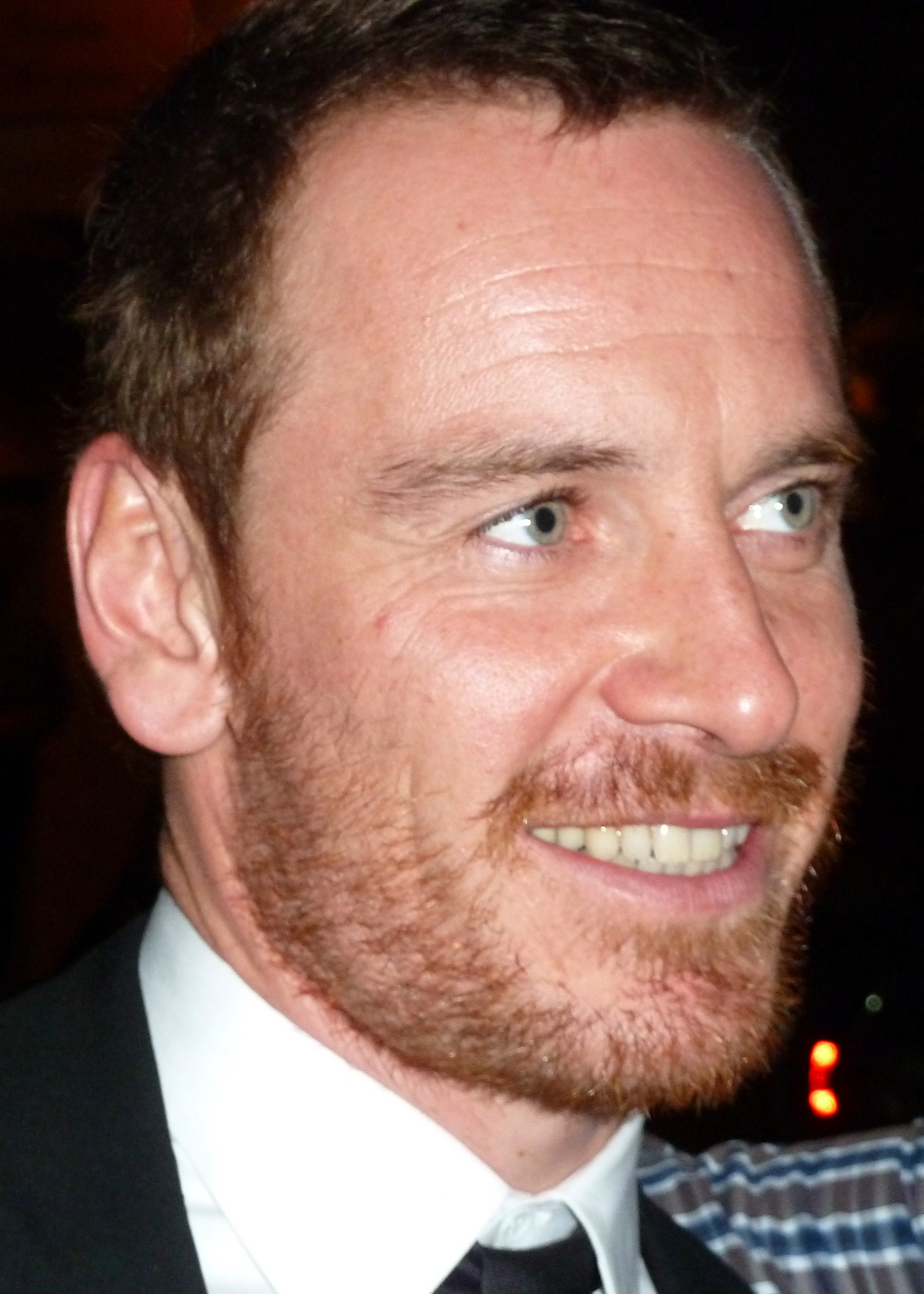
L'acteur principal Michael Fassbender, pour une présentation du film au Festival International du Film de Toronto 2011.

### Récompenses
- Coupe Volpi pour la meilleure interprétation masculine 2011 pour Michael Fassbender
- British Independent Film Awards 2011 : meilleur acteur pour Michael Fassbender
- Detroit Film Critics Society Awards 2012 : meilleur acteur pour Michael Fassbender
- Florida Film Critics Circle Awards 2012 : meilleur acteur pour Michael Fassbender
- Houston Film Critics Society Awards 2012 : meilleur acteur pour Michael Fassbender
- Los Angeles Film Critics Association Awards 2012 : meilleur acteur pour Michael Fassbender
- Online Film Critics Society Awards 2012 : meilleur acteur pour Michael Fassbender
- Vancouver Film Critics Circle Awards 2012 : meilleur acteur pour Michael Fassbender
- Prix du cinéma européen 2012 : directeur de la photo européen de l'année pour Sean Bobbitt
- Prix du cinéma européen 2012 : meilleur montage européen de l'année pour Joe Walker
- Evening Standard British Film Awards 2012 : meilleur acteur pour Michael Fassbender

### Nominations
- Mostra de Venise 2011 : en compétition pour le Lion d’Or
- Golden Globes 2012 : meilleur acteur pour Michael Fassbender
- 2013 : grand prix de l'Union de la critique de cinéma

## Réception critique
Shame reçoit en majorité des critiques positives. L'agrégateur Rotten Tomatoes rapporte que 71 % des 103 critiques ont donné un avis positif sur le film, avec une bonne moyenne de 7,3/10. L'agrégateur Metacritic donne une note de 55 sur 100 indiquant des « critiques positives ».
En France, le film obtient une note de 4 étoiles (sur une échelle de 5) sur 28 critiques recensées par AlloCiné. Ainsi, Le Monde y voit « une tragédie et une représentation stupéfiante de beauté de la vie misérable d'un privilégié, perdu dans la capitale du monde moderne, New York » quand L'Express décrit « un film hypnotique, aimable et dérangeant à la fois, déstabilisant et fascinant, qui use des images, du récit, de l'imaginaire, donc de cet obscur objet de désir qu'est le cinéma, pour s'affirmer comme une grande œuvre ». Le Figaro n’est pas en reste, célébrant un « film sombre et vertigineux ». Pour Le Parisien en revanche, « Shame pâtit d'un scénario autosatisfait qui vise dans les coins sans jamais rien explorer. »